# Kurala
Kurala är en stadsdel i östra delen av Åbo, cirka fyra kilometer från centrum. Den östra och norra delen har höghus medan i Hannunnittu står rad- och egnahemshus. I Kurala bor 3 196 invånare (2016). Bredvid Kurala i stadsdelen Kohmo finns Kurala Bybacke som är en fungerande lantgård i 1950-talsstil. Kurala Bybacke sköts och ägs av Åbo landskapsmuseum.

## Bildgalleri

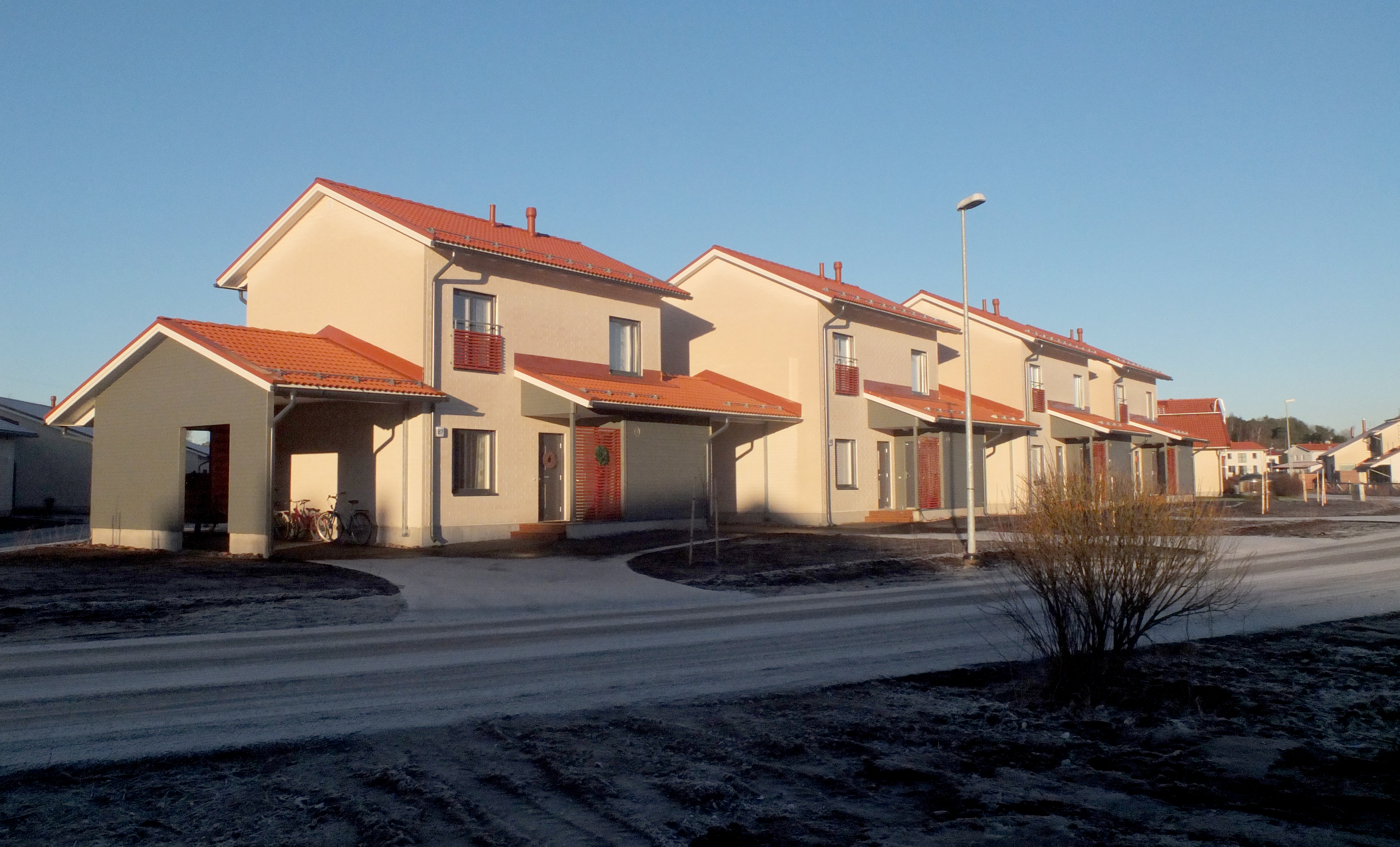
Stjärnblomsgatan.
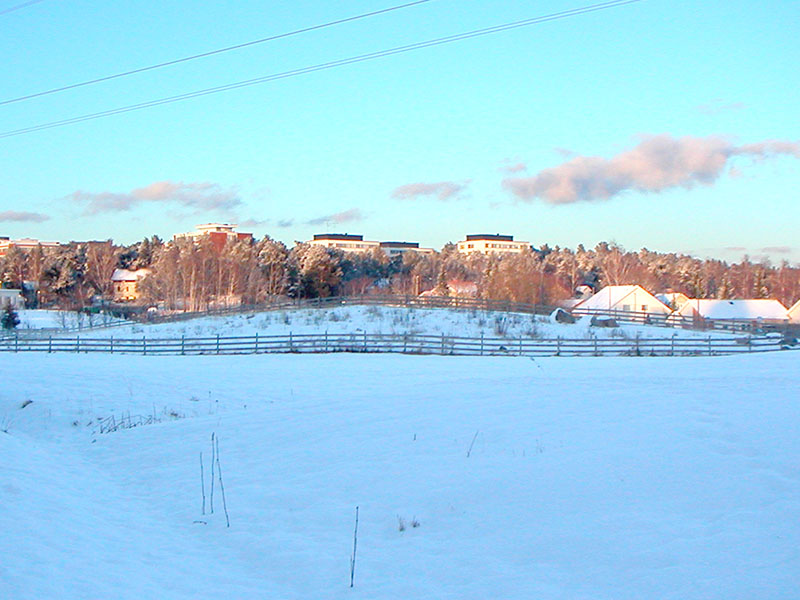
Kurala på vintern.